# Niederzissen
Niederzissen – miejscowość i gmina w Niemczech, w kraju związkowym Nadrenia-Palatynat, w powiecie Ahrweiler, siedziba gminy związkowej Brohltal.